# Duisburg
Duisburg (köznyelvi ejtése: IPA ˈdyːsbʊɐ̯k, helyi ejtése: IPA ˈdyːsbʊə̯ç  Duisburg) város Németországban, Észak-Rajna-Vesztfália tartományban. Neve az erődített ártéri hely német elnevezésből származik.

## Fekvése
Duisburg 22 kilométernyire a tartományi fővárostól, Düsseldorftól, a Rajnát a Ruhrral összekötő, 4,5 km hosszú csatorna mellett található. A város a folyók közös árterén épült; legmagasabb pontja 33,52 méterrel, a legalacsonyabb 14,85 méterrel van a tenger szintje felett. A lakosság egyharmada a Rajna vízszintje alatt fekvő, gátakkal és szivattyúrendszerrel védett területen lakik.

## Története
Duisburg már a rómaiak idejében Deuso néven a Rajna fontos rakodóhelye volt. A Deusoburg védelme alatt a Karolingok idején fríz kereskedők telepedtek le itt. Duisburg a 800 körüli évektől ismert volt jól menő kereskedelméről és királyi udvaráról. Igazi hajózásról csak a 11. századtól lehet itt beszélni. 1129-ben szabad birodalmi várossá nyilvánították. 1290-ben Rudolf Habsburg király a klevei grófoknál elzálogosította, így Clevehez (ma Kleve) került.
A 14. századtól a város a Hanza-szövetség tagja lett. 1655–1818 között egyetemi város. Duisburg 1831-től az ipari és kereskedelmi kamara székhelye volt. Ipari fellendülése a 19. század közepén vette kezdetét.

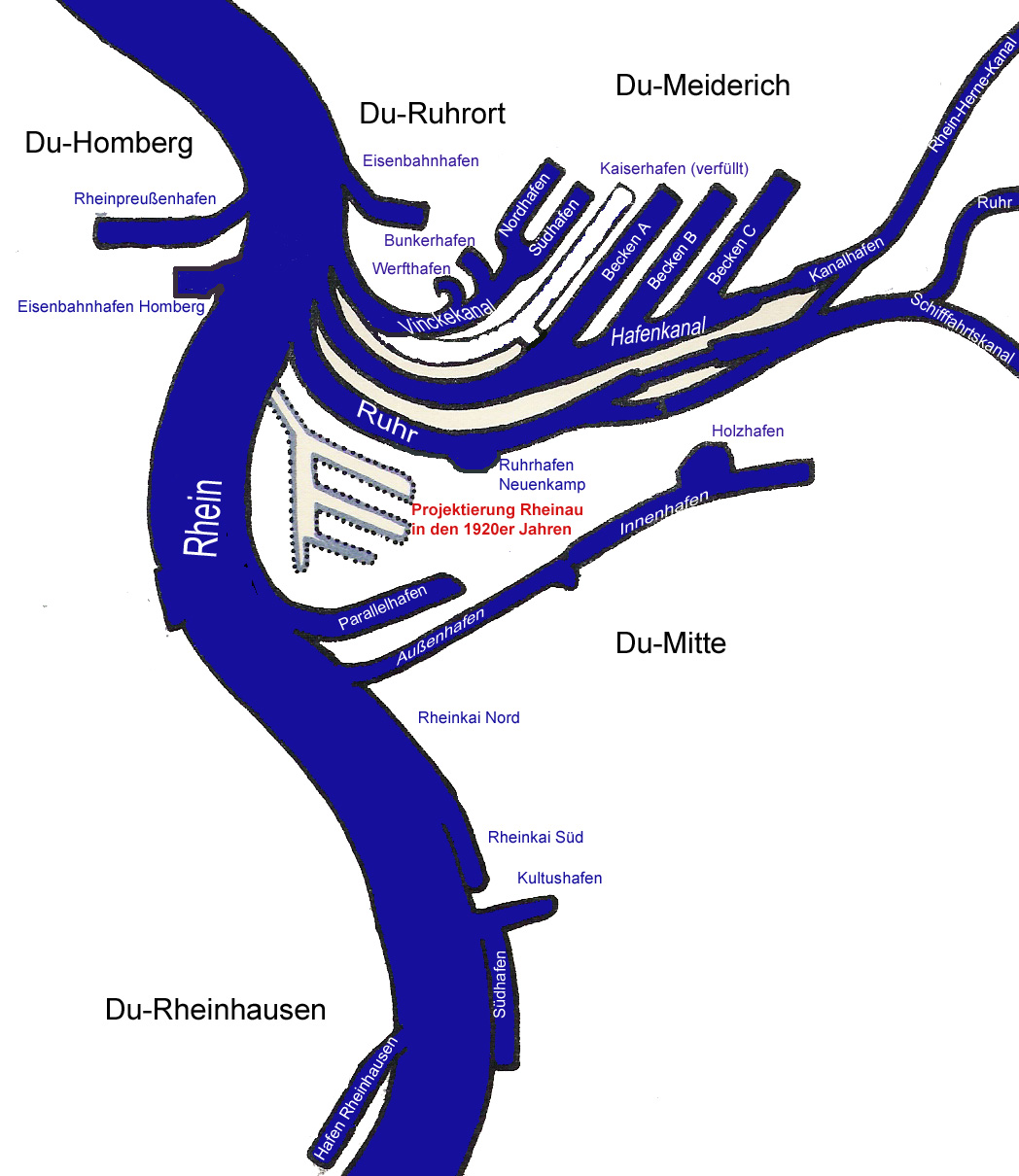
A duisburgi kikötőhálózat

## Gazdaság
A város földrajzi fekvése: az Északi-tengerre a Rajnán át történő kihajózási lehetősége a több folyó találkozásánál épült kikötőjét, mely Európa egyik legnagyobb folyami kikötője, nagy gazdasági jelentőségűvé teszi. Óriási nyersanyagforrásai – elsősorban kőszénkészletei révén – egymagában is nagy szerepe van az ország iparában. Szárazföldi közlekedés szempontjából is szerencsés a fekvése; fontos útvonalak vezetnek át rajta. Az 1930-as évek nagy autópálya-fejlesztése, az A3-as révén a közúti szállítást nagymértékben megkönnyítette. Vasúti és légi közlekedése is jelentős. Gazdasága sokáig a szénbányászaton és az acéliparon (Krupp Művek) alapult. Manapság a vasúti postalogisztika, az elektronika (Siemens, Hitachi) és a turizmus-szállodaipar adja fő bevételi forrásait.

## Politika
Lakosainak száma 2011 elején pontosan 489 599 fő volt. Politikailag mindig is forrongó nép lakta.
A város szociáldemokratákból (39%), kereszténydemokratákból (33%) és a kisebb pártokból (10-10% alatt) álló önkormányzatát, az L-P-K után lemondott helyett, a 2012 februárjában megválasztott kereszténydemokrata Adolf Sauerland főpolgármestert vezeti.
2007. augusztus 15-én maffialeszámolás keretében, fejlövéssel megöltek hat embert Duisburgban. Egy olasz hírügynökség közlése szerint az olasz alvilághoz kapcsolható vérengzés történhetett Németországban.

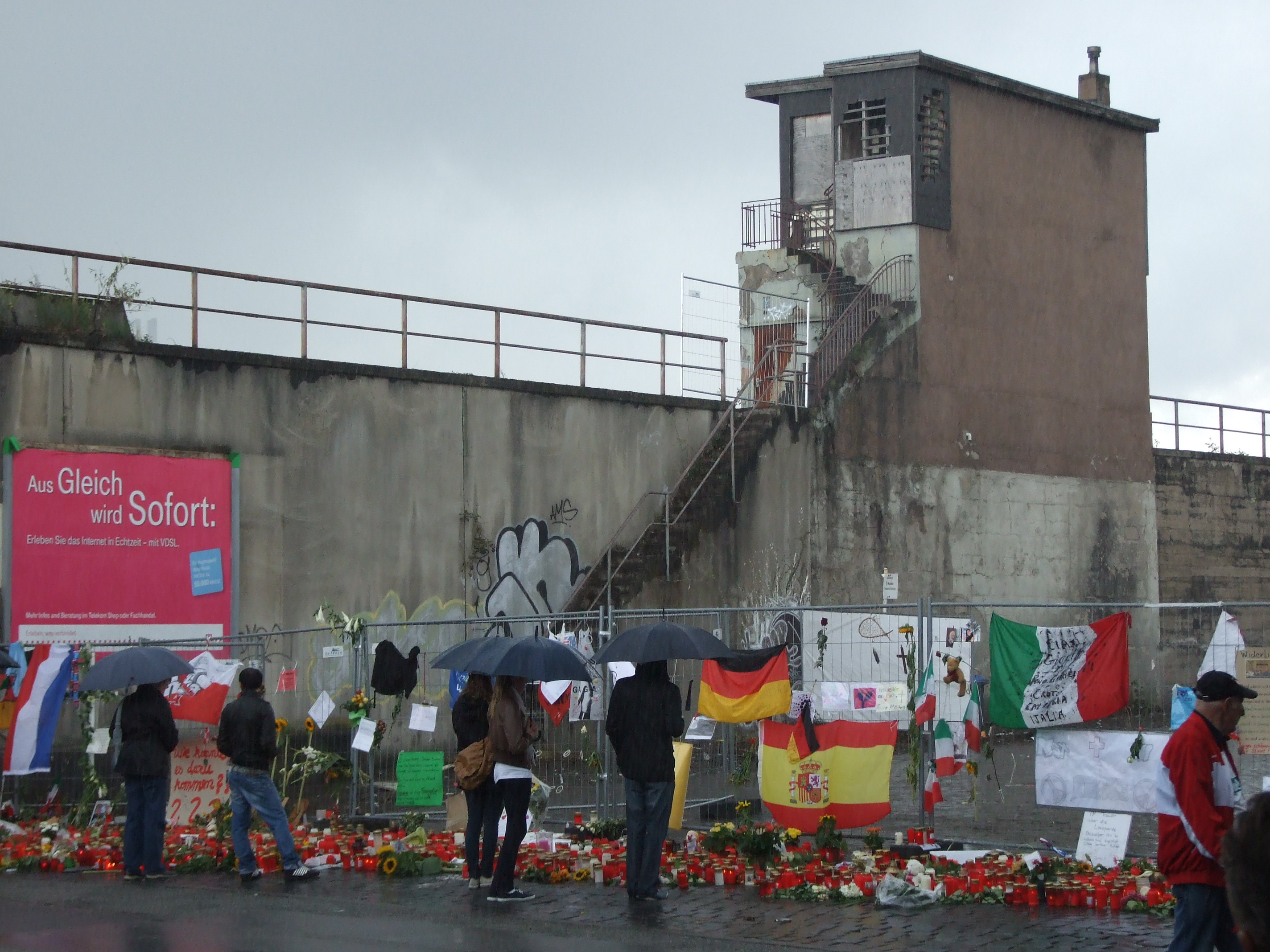
A gyászos emlékű Loveparádé helyszíne

## A Loveparade-katasztrófa
2010. július 24-én a Loveparade menekülési útvonalainak elégtelen megszervezése miatt több tucat fiatalt taposott agyon a valamitől megriadt, pánikban menekülő tömeg. Többen az erélytelen szociáldemokrata vezetésnek tulajdonították, hogy a városban ilyesmik történhetnek.

## Híres duisburgiak
- Gerardus Mercator – az 1594-ben itt elhunyt Gerardus Mercator, eredeti nevén Gerhard Kremer (1512–1594) földrajztudós és kartográfus, aki az első tudományosan pontos térképet rajzolta.
- August Thyssen iparmágnás
- Franz Haniel iparmágnás
- Wilhelm Lehmbruck – 1881-ben Meiderichben született expresszionista festő és szobrász
- Karl Jarres – jelentős, duisburgi illetőségű politikus, aki 1914–1933 között a város főpolgármestere volt, miután 1923-tól 1925-ig a birodalmi külügyminiszteri posztot töltötte be. Az 1925-ös birodalmi elnökválasztáson, a második fordulóban Hindenburg javára visszalépett.
- Horst Schimanski, képzeletbeli duisburgi bűnügyi felügyelő a német Tetthely című krimi sorozatból, akit Götz George testesített meg 1981 óta.

## Testvérvárosai
- Calais, Franciaország
- Portsmouth, Egyesült Királyság
- Vilnius, Litvánia
- Wuhan, Kína
- Gaziantep, Törökország
- Lomé, Togo

## Látnivalók
- Kikötő – a Duisburg-Ruhrort-i kikötő Európa egyik legnagyobb folyami kikötője, összterülete (vízfelülete) 1022 hektár, 23 kikötőmedencével, 44 km-nyi rakparttal, melyen több mint száz futódaru és rakodóhíd, két vasútikocsi-buktató és a szén átrakodásához napi tízezer tonna kapacitású szénosztályozó működik. A legnagyobb európai folyami kikötő áruforgalma döntően a Rajna-torkolati kikötőkkel: Rotterdammal, Amszterdammal, Antwerpennel és a középső és felső Rajna más kikötőivel bonyolódik.
- Városháza (Rathaus) – 1897–1902 között épült klasszicista stílusban.
- Gerardus Mercator szobra – 1878-ban készült, a Városháza előtti téren áll.
- Megváltó temploma (Salvatorkirche) – A 14. században készült, késő gótikus stílusban, itt van Mercator sírja is.
- Hattyúk kapujának hídja (Schwanentor-Brücke) – A belvárost köti össze a Ruhrorttal. Ha alatta hajó megy el, a négytornyú híd liftszerűen felemelkedik.
- Városi színház – 1912-ben épült, klasszicista homlokzattal.

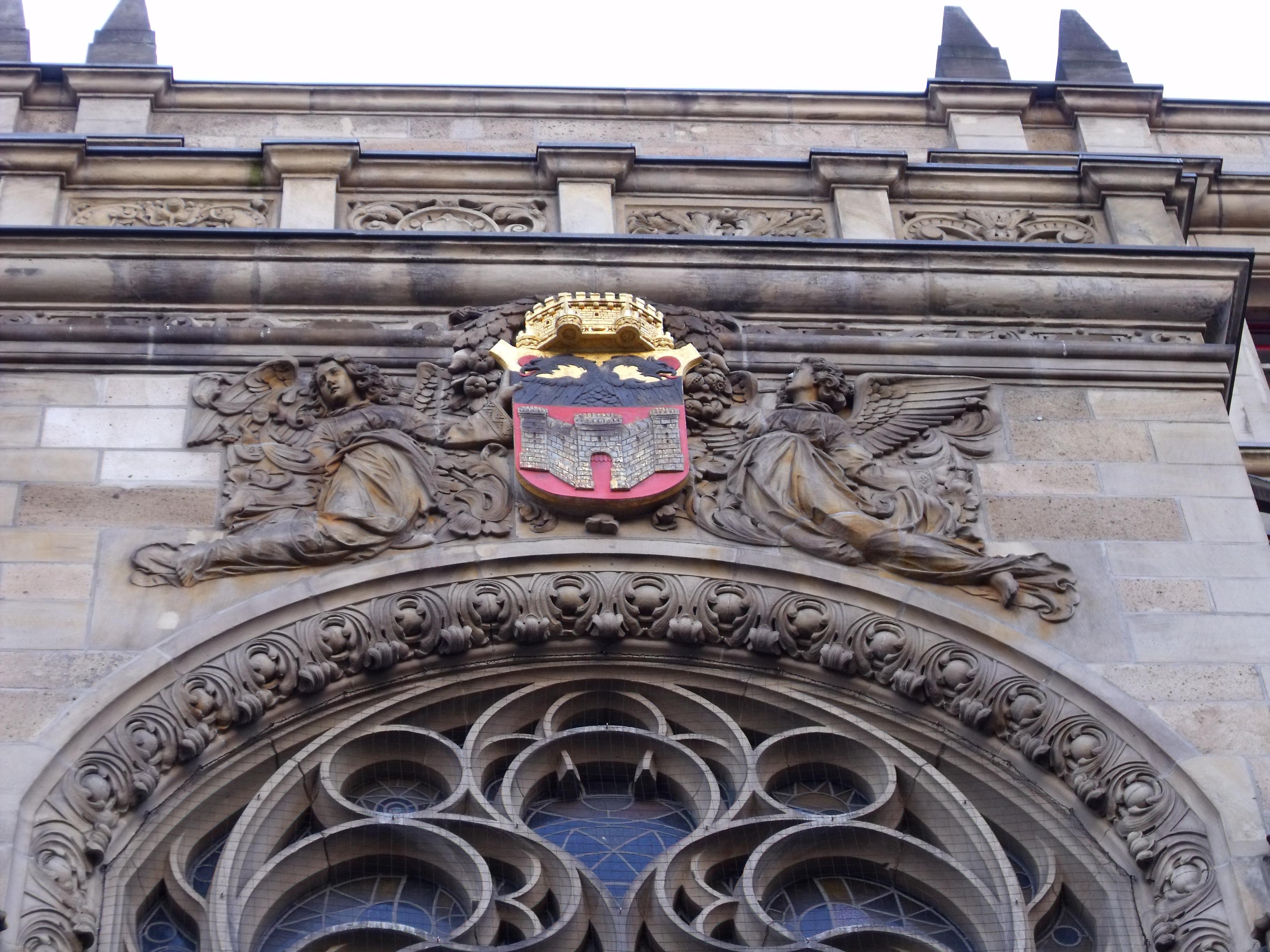
Duisburg címere a Tanácsházán

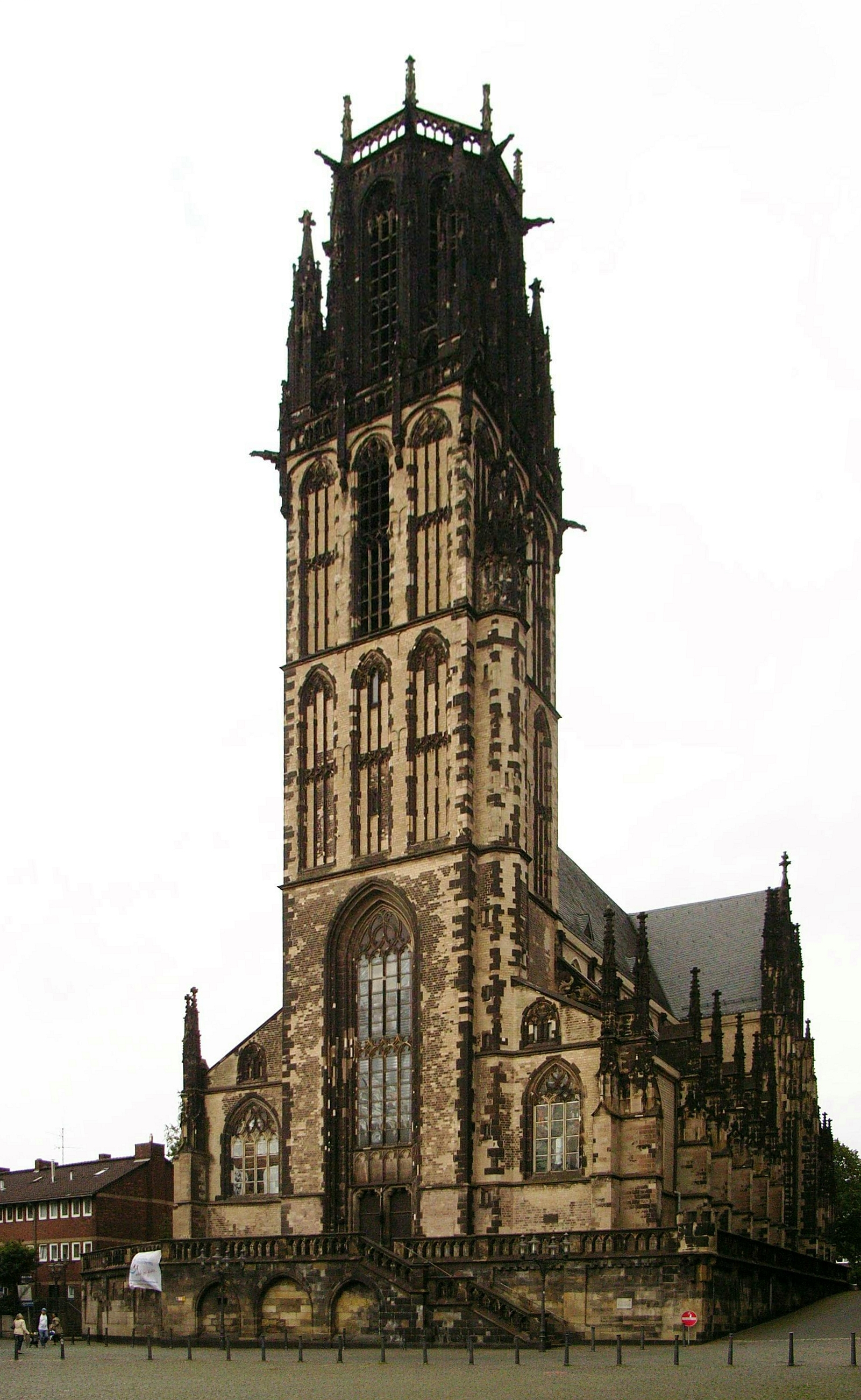
A Megváltó temploma (protestáns)

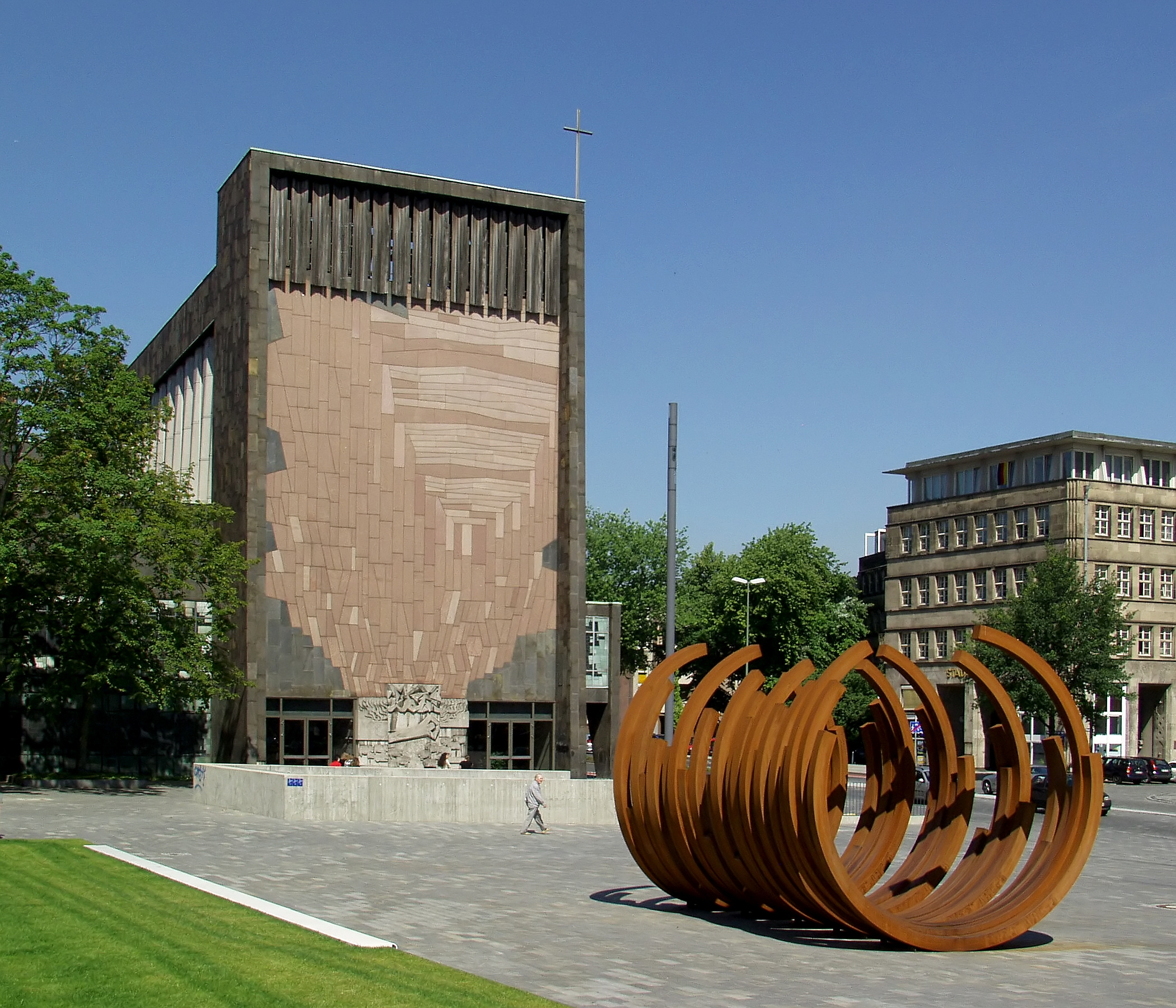
A Boldogasszony temploma (katolikus)

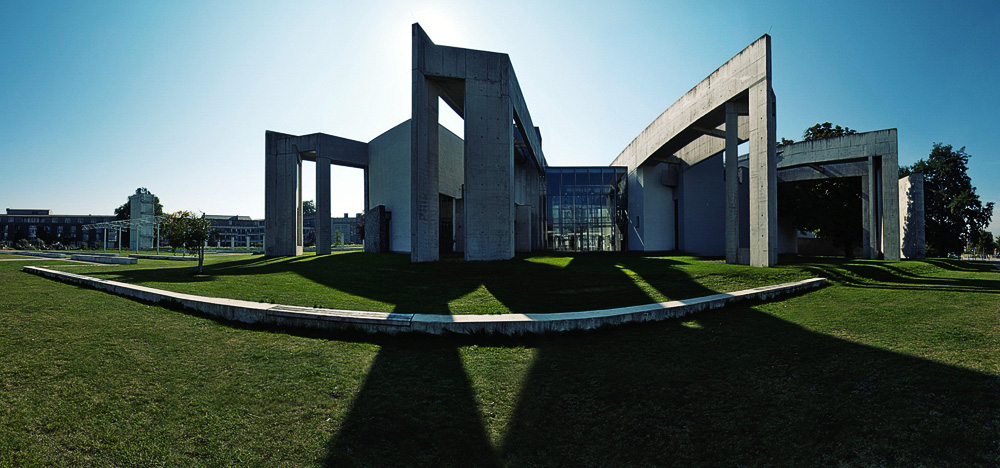
A zsidó kultúrközpont

A Marxloh városrészben, 2008. október 26-án meg nyitottak egy muszlim mecsetet is.